# ファーミングデール駅
ファーミングデール駅（英: Farmingdale Railroad Station）とは、ロングアイランド鉄道の本線（ロンコンコマ支線）にある由緒ある鉄道駅である。サウス・フロント・ストリートとアトランティック・アベニューに接しており、セカトーグ・アベニュー (Secatogue Avenue) のすぐ東にある。この駅は2面のプラットホーム（北側と南側）とそれらを接続する地下の歩行者専用道路を有する。駅舎は南側のプラットホームにある。駐車場は線路の両側で利用可能である。この駅はペン・ステーションの東32マイル (51 km)にあり、ナッソー郡とサフォーク郡の境界から西に0.3マイル (0.5km) ほどの距離にある。2012年11月12日時点で、平日と週末の両方で数本の列車がここを起終点にしている。

## 歴史
ファーミングデール駅はロングアイランド鉄道の延伸に伴い、1841年10月15日に建設された。現在の駅舎は1890年に建て替えられたものである。変電所が1908年から1909年の間にハンティントン鉄道のために追加された。ロンコンコマ支線の電化事業により、1987年6月に電化された。1991年11月13日、アメリカ合衆国国家歴史登録財に登録された。1996年、総合陸上輸送効率化法による連邦政府の補助金を駅舎を修復するために得た。
2002年全米オープンと2009年全米オープン（ゴルフトーナメント）がベスページ州立公園で開催されている間、この駅はベスページブラックコースへのシャトルバスとの乗換駅として観客によって利用された。2009年には全来場者のうち約29パーセントがロングアイランド鉄道経由で到着した。

## 駅構造
| 1 | ■ロンコンコマ支線 | ニューヨーク方面 （ベスページ）   |
| 2 | ■ロンコンコマ支線 | ロンコンコマ方面 （パインローン） |

この駅は高床の相対式ホームを2面有し、どちらも有効長は12両である。本線はここでは2線である。1番線と隣接する北側のプラットホームは通常西行きまたはニューヨーク行き列車が使用する。2番線と隣接する南側のプラットホームは通常東行き列車が使用する。駅の約1マイル東のファーム信号場 (FARM Interlocking)で本線は合流し1線となる。本線はこの地点から東側では、わずかな交換施設は例外として単線となる。この支線の容量を増加させるため、複線区間の最後の駅であることから、数本の列車がファーミグデールを起終点としている。

## 駐車場
駐車場は線路の両側で利用可能であり、ファーミングデール村の居住者用或いは非居住者用の許可証を有するかパーキングメーターへの支払いが必要であるが、週末は無料である。もう1つの駐車場はフロント・ストリート沿いの駅の西側、エリザベス・ストリートの西側沿いの私有地の後ろにあり、コーネリア・ストリートからアクセスすることもできる。ここも許可証を有していれば、居住者か否かを問わず駐車する事が出来る。